# クレイトン (ノースカロライナ州)
クレイトン（英: Clayton）は、アメリカ合衆国ノースカロライナ州のジョンストン郡にある町。人口は2万6307人（2020年）で、郡内では人口最大の町である。クレイトンは州都ローリーの郊外にあり、人口増加が続いている。ローリーを含むリサーチ・トライアングルに近く、州間高速道路40号線、アメリカ国道70号線、ノースカロライナ州道42号線など幹線道路へのアクセスが良い。
2008年、クレイトン南部とスミスフィールドの国道70号線産業道路までの16.8kmを結ぶ「クレイトン・バイパス」が開通した。
町役場はクレイトン中心街東2番通り111にある。このビルにはクレイトン・センターの公会堂と会議場も入っている。

## 歴史
クレイトン町に成長した地域社会は、1770年頃に植民地総督トライアンの部隊がニューバーンから北にヒルズボロに進軍して世直し家達と戦ったときに切り開いた道路に沿って建設された。それから100年近く後に鉄道が開通し、ノースカロライナ鉄道の駅がサラ・ストーリングス夫人の家にあったので、町は当初ストーリングス・ステーションと呼ばれていた。しかし、そう呼ばれたのは3年間のみであり、その後は公式にクレイトンとされた。1869年には法人化された。
この新しい町は繁栄することもなく、南北戦争によって地域経済はさらに悪化した。長く住んでいた住民がこの時代に町を離れた。
しかし、戦後に鉄道が延伸され、事業が起こされるようになった。アシュリー・ホーンが農園を開発して成功し、その商品化事業によりノースカロライナ全州でも最大級に成功した商人かつ製造者となった。ホーンの成功で刺激され、マックラーズとバーバーという2人の者が事業を始めてうまく行き、成長の時代となり、それは次の20世紀に入っても続いた。この時代に栄えた事業は、植林、レンガ焼成、コットン人、製粉所、製材所、タバコ倉庫、製紙工場およびテレピン油の精製があった。
1900年代の初期までに町は、綿花、スイカ、タバコの大きな市場になっていた。1907年、近くのローリー市で発行される「ローリー・イブニング・タイムズ」は、「世界の同じような大きさの都市よりも、クレイトン住民一人当たりの金が多い」と記していた。
1930年代に世界恐慌が始まると、さしものクレイトンもその財政的な優秀さを失い、その後の40年間は人口の成長も緩やかになった。この時代に地元の製紙工場3軒が大きな雇用源となり、従業員は1,000人居たが、地元経済は質素であり、綿糸工業も間もなく衰退していった。1960年代初期までに、工場が去り、綿糸はもはや地元経済での役割を果たさなくなっていた。しかし、たばこ産業はまだ盛んであり、人口も暫くは少し増えたが、その後農業で上がる利益が徐々に少なくなり、元に戻っていった。
1970年代にノースカロライナ州が変わり始めた。産業基盤が形を取り始め、近くのローリー地域で住宅開発が増加した。クレイトンの労働力が適応し、サービスや交易による経済にシフトし、町は再度成長を始めた。1980年までに人口は4,091人、1990年には4,756人となった。2000年の国勢調査では人口6,973人に急増した。今日、キャタピラーのような製造業、グリフォルズ（元のテイルクリス）やノボ・ノルディスクのようなバイオ製薬会社が、地元の大規模雇用主となった。2010年、人口は2倍以上の16,116人となった。
クレイトン町内のアメリカ合衆国国家歴史登録財としては、クレイトン・バンキング・カンパニー・ビル、クレイトン・グレイデッド学校＝クレイトン・グラマースクール＝市営公会堂、クレイトン歴史地区、クリーブランド学校、エリントン＝エリス農園、ウォルター・Rとエリザ・スミス・ムーアの邸宅、サンダース＝ヘアー邸、ストーリングス＝カーペンター邸がある。

## 法と政府
クレイトンの町政は、1人の町長と、5人の委員による町政委員会が担当している。町長は2年毎に改選され、町政委員の任期は4年間であり、2人または3人が2年毎に改選される。

## 人口動態
以下は2010年の国勢調査による人口統計データである。
| 基礎データ - 人口: 16,116 人 - 世帯数: 5,944 世帯 - 人口密度: 460.7人/km2（1,192.8 人/mi2） - 住居数: 6,648 軒 - 住居密度: 190.0軒/km2（492 軒/mi2） 人種別人口構成 - 白人: 69.5% - アフリカン・アメリカン: 21.8% - ネイティブ・アメリカン: 0.4% - アジア人: 1.4% - 太平洋諸島系: 0% - ヒスパニック・ラテン系: 10.7% | 年齢別人口構成 - 20歳未満: 32.9% - 20-24歳: 4.9% - 25-44歳: 32.8% - 45-64歳: 20.8% - 65歳以上: 8.5% - 年齢の中央値: 35歳 - 性比（女性100人あたり男性の人口） - 総人口: 90.5 世帯と家族（対世帯数） - 18歳未満の子供がいる: 44% - 結婚・同居している夫婦: 50.6% - 未婚・離婚・死別女性が世帯主: 15.2% - 非家族世帯: 30% - 単身世帯: 25.4% - 65歳以上の老人1人暮らし: 16.3% - 平均構成人数 - 世帯: 2.57人 | 収入と家計 - 収入の中央値 - 世帯: 53,101米ドル - 家族: 64,856米ドル - 性別 - 男性: 46,108米ドル - 女性: 40,839米ドル - 人口1人あたり収入: 26,234米ドル |

## 著名な出身者
- クリス・アーチャー（1988年 - ）、メジャーリーグベースボール選手、タンパベイ・レイズ[7]

## 教育
- アーチャー・ロッジ中学校
- クリーブランド小学校
- クリーブランド中学校
- クリーブランド高校
- クーパー小学校
- コリンス・ホルダーズ高校
- イーストクレイトン小学校
- ポレンタ小学校
- ポウハタン小学校
- リバーデル小学校
- リバーウッド小学校
- ウェストクレイトン小学校
- クレイトン中学校
- リバーウッド中学校
- クレイトン高校
- ウェストジョンストン高校